# Jonas Burman
Jonas Burman, född 1962, är en svensk illustratör av barnböcker och läromedel.
Burman började sin illustratörsbana 1985 som mellantecknare på Cinemation i Stockholm med filmprojektet Kalle Stropp och Grodan Boll. Studerade på RMI-Berghs 1986-1988. Jobbar idag nästan uteslutande med att illustrera böcker, både läromedel och barnböcker.
Jonas Burman bor i Uppsala.

### Barnböcker
Böckerna om Halvan
- 1995 - Här kommer brandbilen, text Arne Norlin, nya utgåvor 1997, 2006 och 2009
- 1995 - Här kommer polisbilen, text Arne Norlin, nya utgåvor 1997, 1998 och 2006
- 1996 - Här kommer ambulansen, text Arne Norlin, nya utgåvor 1999
- 1997 - Här kommer bärgningsbilen, text Arne Norlin, nya utgåvor 1998, 2006 och 2007
- 2001 - Här kommer flygplanet, text Arne Norlin, ny utgåva 2002
- 2003 - Här kommer sopbilen, text Arne Norlin, ny utgåva 2004
- 2004 - Här kommer bussen, text Arne Norlin, ny utgåva 2005
- 2005 - Här kommer polisbåten, text Arne Norlin, nya utgåvor 2006 och 2009
- 2005 - Halvan kör brandbil, text Arne Norlin
- 2005 - Halvan kör polisbil, text Arne Norlin
- 2006 - Halvan kör ambulans, text Arne Norlin
- 2006 - Halvan kör bärgningsbil, text Arne Norlin
- 2007 - Halvan kör buss, text Arne Norlin
- 2007 - Halvan kör sopbil, text Arne Norlin
- 2007 - Här kommer helikoptern, text Arne Norlin, ny utgåva 2008
- 2008 - Här kommer grävskopan, text Arne Norlin, ny utgåva 2009
- 2009 - Här kommer tåget, text Arne Norlin, utkommer hösten 2009.
- 2010 - Här kommer rymdskeppet, text Arne Norlin
- 2010 - Halvans ABC

Samlingsvolymer med Halvan:
- 2001 - Stora boken om Halvan, text Arne Norlin
- 2007 - Här kommer brandbilen, polisbilen och bärgningsbilen, text Arne Norlin, tre småfilmer för PC/mac.
- 2009 - Här kommer brandbilen, polisbilen och bärgningsbilen, text Arne Norlin, ljudbok CD.

Pyssel och lek med Halvan:
- 2007 - Här kommer målarboken : bara brandbilar, text Arne Norlin
- 2008 - Här kommer pysselboken : första pysselboken, text Arne Norlin
- 2009 - Halvan : Memo, text Arne Norlin

Övrig produktion:
- 1999 - Gömstället, text Mårten Sandén
- 2005 - Allt och lite till: nya berättelser och mycket mer - med Vivian, Rut och Jonas, text Lena Ollmark och Mats Wänblad, övriga illustrationer Ingela Peterson Arrhenius.
- 2008 - Hur låter...?, text Ann Adelsson.

### Läromedel

#### Kom och läs!
- 1999 - Förstagluttarna C med Moni Nilsson-Brännström
- 2000 - Mer om Moa och Mille med Moni Nilsson-Brännström

#### Övriga läromedel
- 2004 - Ordlek: hjul, text Peggy Andersson
- 2006 - Kom in i huset: så funkar det, text Johanna von Horn